# Alnico
Alnico er et akronym for legeringer der består af aluminium (Al), nikkel (Ni) og cobolt (Co) – deraf navnet: Al-Ni-Co. Udover disse tre stoffer består legeringen af jern, kobber og indimellem titan. Normalt vil der være 8–12% aluminium, 15–26% nikkel, 5–24% cobalt, op til 6% kobber og op til 1% titan; det resterende udgøres af jern.
Da alnico er en ferromagnetisk legering, bruges det til produktion af permanente magneter.
| Kemi | Spire Denne artikel om kemi er en spire som bør udbygges. Du er velkommen til at hjælpe Wikipedia ved at udvide den. |